# Богилице
Богилице су насељено мјесто у општини Вишеград, Република Српска, БиХ. Према попису становништва из 1991. у насељу је живјело 8 становника.

## Становништво
| Националност       | 1991. | 1981. | 1971. | 1961. |
| Срби               | 8     |       |       |       |
| остали и непознато |       |       |       |       |
| Укупно             | 8     | '     | '     | '     |

| Демографија | Демографија | Демографија |
| Година      | Становника  | Становника  |
| ----------- | ----------- | ----------- |
| 1961.       | 43          |             |
| 1971.       | 35          |             |
| 1981.       | 27          |             |
| 1991.       | 8           |             |